# مالینووا
مالینووا (به لاتین: Maļinova) یک روستا در لتونی است که در شهرداری دوگوپیلس واقع شده‌است. مالینووا ۴۷۹ نفر جمعیت دارد و ۱۲۵ متر بالاتر از سطح دریا واقع شده‌است.